# Шевалье, Франсуа Фюльжи
Франсуа́ Фюльжи́ Шевалье́ (фр. François Fulgis Chevallier; 1796—1840) — французский ботаник, альголог, миколог и врач.

## Биография
Франсуа Фюльжи Шевалье родился 2 июля 1796 года в городе Париж во Франции. 26 мая 1821 года Шевалье была присвоена степень доктора по медицине в Парижском университете (Сорбонне). Его диссертация называлась Sur les ciguës indigènes, considérées comme poisons et comme médicaments. Шевалье принимал участие в создании работы Шарля д'Орбиньи Dictionnaire universel d'Histoire Naturelle, изданной в 1849 году. Франсуа Шевалье скончался 24 декабря 1840 года в городе Фрайбург в Германии.
Гербарные образцы растений, собранные Шевалье, хранятся в гербарии Национального музея естественной истории в Париже (P). Образцы грибов и лишайников находятся в гербарии Ботанического института в Страсбурге (STR).

## Некоторые научные работы
- Histoire des Graphidées (1824—1827) — 4 части из запланированных 20
- Flora générale des environs des Paris (1826—1828) — 2 тома
- Fungorum er Byssorum illustrationes (1837) — 2 тома

## Род и некоторые виды, названные в честь Ф. Шевалье
- Chevalieria Gaudich., 1856 [syn.  Aechmea Ruiz & Pav., 1794]
- Dactylium chevallieri Fr., 1832, nom. nov.
- Opegrapha chevallieri Leight., 1854, nom. nov.
- Orchis ×chevallieriana E.G.Camus, 1891 [syn.  ×Dactylanthera chevallieriana (E.G.Camus) J.M.H.Shaw, 2005]